# Timea acutostellata
Timea acutostellata är en svampdjursart som beskrevs av Hanitsch 1894. Timea acutostellata ingår i släktet Timea och familjen Timeidae. Inga underarter finns listade i Catalogue of Life.